# Захват Менорки франкистами
Захват Менорки франкистами (7 — 9 февраля 1939 года) — эпизод гражданской войны в Испании.

## Предыстория
Во время гражданской войны Балеарские острова были захвачены националистами — за исключением сильно укреплённого острова Менорка. В самом начале войны республиканцы попытались выбить националистов с прочих островов, но тем на помощь пришла итальянская авиация, и республиканцы были вынуждены отступить. В руках республиканцев остался лишь остров Менорка, на котором националисты и не пытались высаживаться.
После того, как в начале 1939 года националисты захватили Каталонию, Менорка оказалась в морской блокаде.

## Ход событий
8 Февраля 1939 года к острову Менорка подошёл нейтральный корабль — британский крейсер «Девоншир», на борту которого находился уполномоченный Франко — Фернандо Сарториус-и-Диас-де-Мендоса, граф де Сан-Луис. Граф де Сан-Луис провёл секретные переговоры с комендантом Менорки — капитаном Гонсалесом де Убиетой. В точности не установлено, кто из них был инициатором переговоров.
9 февраля Гонсалес де Убиета и Сан-Луис подписали акт о капитуляции Менорки. По радиостанции крейсера граф вызвал с Майорки войска националистов, оккупировавшие остров. Крейсер «Девоншир» взял на борт Гонсалеса де Убиету и ещё 450 жителей Менорки, и вывез их в Марсель, остальные республиканские войска остались на острове и сдались националистам.

## Итоги и последствия
Посол республиканской Испании в Лондоне выразил по поводу произошедшего решительный протест правительству Чемберлена, и Великобритания сначала возложила вину за произошедшее на «самовольные действия» командира крейсера, однако несколько позже признала, что «Девоншир» действовал не только с согласия Лондона, но и по прямому приказу Адмиралтейства.